# Coventry-Eagle
Coventry-Eagle fou un fabricant britànic de bicicletes i motocicletes amb seu a la ciutat de Coventry que es va crear el 1897, en l'època victoriana. Després de la Segona Guerra Mundial, l'empresa es va concentrar en les bicicletes esportives i es va rellançar com a Falcon Cycles, actualment una divisió del Tandem Group.

## Història

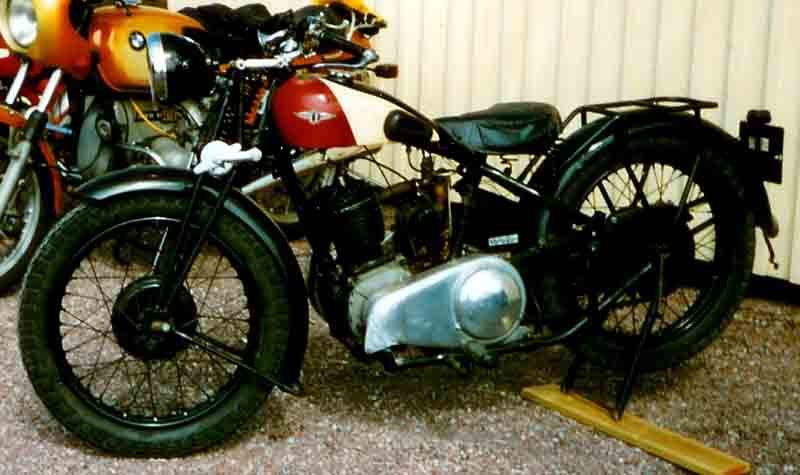
Motocicleta Coventry-Eagle

Fundada inicialment com a fabricant de bicicletes, l'empresa va començar amb el nom de Hotchkiss, Mayo & Meek. Quan John Meek va deixar la companyia el 1897, el nom es va canviar per Coventry Eagle. L'empresa va començar a experimentar amb vehicles motoritzats el 1898 i el 1899 ja havia produït una primera motocicleta. Les motocicletes Coventry-Eagle, construïdes a mà a partir de components d'origen divers i amb acabats acurats, es mostraren fiables i, durant la Primera Guerra Mundial, la gamma constava de models amb motors Villiers i JAP.
A la primeria de la dècada del 1920, els models van canviar en funció de la disponibilitat dels motors i la companyia va treballar amb cinc fabricants de motors: Villiers, JAP, Sturmey-Archer, Blackburne i Matchless. El model Flying 8 va ser probablement la moto més emblemàtica de la seva època. S'assemblava a la seva contemporània Brough Superior. Durant la Gran Depressió de la dècada del 1930, l'empresa es va concentrar a produir motocicletes amb motor de dos temps. La producció va continuar fins al començament de la Segona Guerra Mundial el 1939.
Als anys 30, Coventry-Eagle havia llançat una gamma de bicicletes esportives sota la marca Falcon. Després de la guerra, en no poder continuar fabricant motocicletes competitives, es va concentrar en les bicicletes de cursa. Va ser sota aquesta marca que l'empresa es va rellançar com a Falcon Cycles.

## Models
| Model                              | Any  | Notes |
| ---------------------------------- | ---- | --- |
| 269 cc                             | 1913 | Motor Villiers de 2 velocitats                                                                                |
| 3.5 hp                             | 1913 | Monocilíndric                                                                                                 |
| 5 hp                               | 1914 | Bicilíndric en V de 3 velocitats                                                                              |
| 500 cc single                      | 1921 | |
| 680 cc V-Twin                      | 1921 | Motor JAP |
| Flying 8                           | 1923 | |
| 8 hp Super Sports Twin             | 1923 | |
| Flying 6                           | 1927 | Bicilíndric de 674 cc amb vàlvula lateral                                                                     |
| 150 cc                             | 1935 | Coventry Eagle doble escapament, dos temps, amb palanca de canvi manual a l'esquerra i caixa de canvis Albion |
| L5 249 cc 35 Silent Superb De Luxe | 1935 | Motor Villiers i caixa de canvis de 4 velocitats Albion                                                       |
| N35                                | 1937 | Flying 350 |
| N11 250 cc                         | 1937 | Pullman |